# Kromme Rijn
Il Kromme Rijn (in lingua italiana:"Reno storto" per via delle sue innumerevoli pieghe e 
anse) è un fiume nella provincia di Utrecht nei Paesi Bassi.

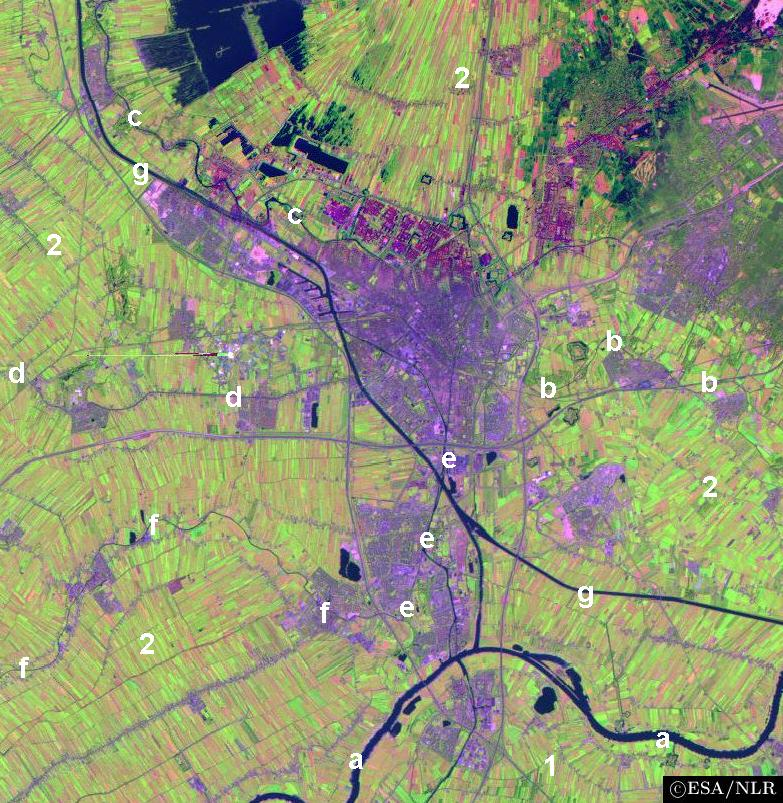
Immagine satellite della parte centrale del delta Reno-Mosa che mostra la città di Utrecht e i suoi dintorni, incluso il ramo del Kromme Rijn (b), che nasce e si dirama dall'arteria principale del Nederrijn-Lek vicino a Wijk bij Duurstede (appena fuori dall'immagine, a est del numero 2 più a destra)

Ai tempi dell'antica Roma, questo ramo situato più a settentrione di tutti gli altri rami del delta del Reno, della Mosa e della Schelda era il principale emissario di questo principale fiume europeo. Lungo le sue rive i Romani costruirono i loro castella di frontiera facenti parte del Limes renano.
Tuttavia, sin dal medioevo il Kromme Rijn perse di importanza e si riempì di sedimenti ed eventualmente fu quasi del tutto isolato dall'arteria principale del fiume Nederrijn-Lek. Tuttavia continuava ad essere chiamato con il nome di Reno.
Il Kromme Rijn si separa dall'arteria principale del fiume Nederrijn-Lek vicino al vecchio villaggio di Wijk bij Duurstede (prima del medioevo chiamato Dorestad), dopodiché serpeggia e curva attraverso la provincia di Utrecht attraversando le città di Cothen, Werkhoven, Odijk e Bunnik finendo la sua corsa nel fossato della città di Utrecht.
Originariamente Utrecht fu costruita dai Romani al guado dove il Kromme Rijn si divideva nei due rami del fiume Vecht (nord) e del fiume Leidse Rijn (ovest); tuttavia l'ultimo tratto del Kromme Rijn che si trova entro le mura cittadine,
è canalizzato formando così il canale di Oudegracht. I fiumi Leidse Rijn e Vecht nascono ambedue dal fossato di Utrecht e sono la continuazione del Kromme Rijn.